# Gutiérrez (Cordillera)
Gutiérrez ist eine Ortschaft im Departamento Santa Cruz im südamerikanischen Anden-Staat Bolivien.

## Lage im Nahraum
Gutiérrez ist zentraler Ort des Kanton Gutiérrez im Landkreis (bolivianisch: Municipio) Gutiérrez in der Provinz Cordillera. Die Ortschaft liegt auf einer Höhe von 945 m an einem der östlichen Vorgebirge der bolivianischen Cordillera Oriental, das sich östlich der Ortschaft in nord-südlicher Richtung bis auf 1500 m Höhe erhebt.

## Geographie
Gutiérrez liegt im Bereich des tropischen Klimas, die sechsmonatige Feuchtezeit reicht von November bis April und die Trockenzeit von Mai bis Oktober (siehe Klimadiagramm Camiri). Die Jahresdurchschnittstemperatur beträgt 23 °C, mit 17 bis 18 °C von Juni bis Juli und über 26 °C von November bis Dezember. Der Jahresniederschlag beträgt knapp 900 mm, feuchteste Monate sind Dezember und Januar mit 175 mm und trockenste Monate Juli und August mit knapp 10 mm.

## Verkehrsnetz
Gutiérrez liegt in einer Entfernung von 214 Straßenkilometern südlich von Santa Cruz, der Hauptstadt des gleichnamigen Departamentos.
Von Santa Cruz führt die asphaltierte Fernstraße Ruta 9 in südlicher Richtung über Cabezas und Ipitá nach Gutiérrez und weiter über Villamontes nach Yacuiba an der bolivianischen Grenze zu Argentinien.
Außerdem zweigt neun Kilometer nördlich von Gutiérrez in Ipitá die unbefestigte Ruta 22 in nördlicher Richtung von der Ruta 9 ab und führt über 250 Kilometer auf dem Weg über Masicurí und Vallegrande nach Mataral in der Provinz Florida.

## Bevölkerung
Die Einwohnerzahl der Ortschaft ist in den vergangenen beiden Jahrzehnten auf fast das Doppelte angestiegen:
| Jahr | Einwohner | Quelle       |
| ---- | --------- | ------------ |
| 1992 | 533       | Volkszählung |
| 2001 | 751       | Volkszählung |
| 2012 | 1 019     | Volkszählung |

Die Region weist einen hohen Anteil an Guaraní-Bevölkerung auf, im Municipio Gutiérrez sprechen 77,3 Prozent der Bevölkerung die Guaraní-Sprache.